# Sender de Floris V
El Sender de Floris V és un sender de gran recorregut que transcorre 245 km d'Amsterdam cap a Bergen op Zoom als Països Baixos. Està senyalitzat amb senyals vermells i blancs i l'organització Wandelnet se n'encarrega de l'administració.
Travessa el cor verd dels Països Baixos. El sender passa al costat del castell Muiderslot, al qual el comte Floris V d'Holanda i de Zelanda va ser assassinat el 1296 la raó per què li van dedicar la ruta. En sortir del país, segueix per terres flamenques, valones i franceses fins a arribar a París. Des de Bergen op Zoom pren el nom de GR 12 cap a París.

## Llocs d'interès al llarg de la ruta

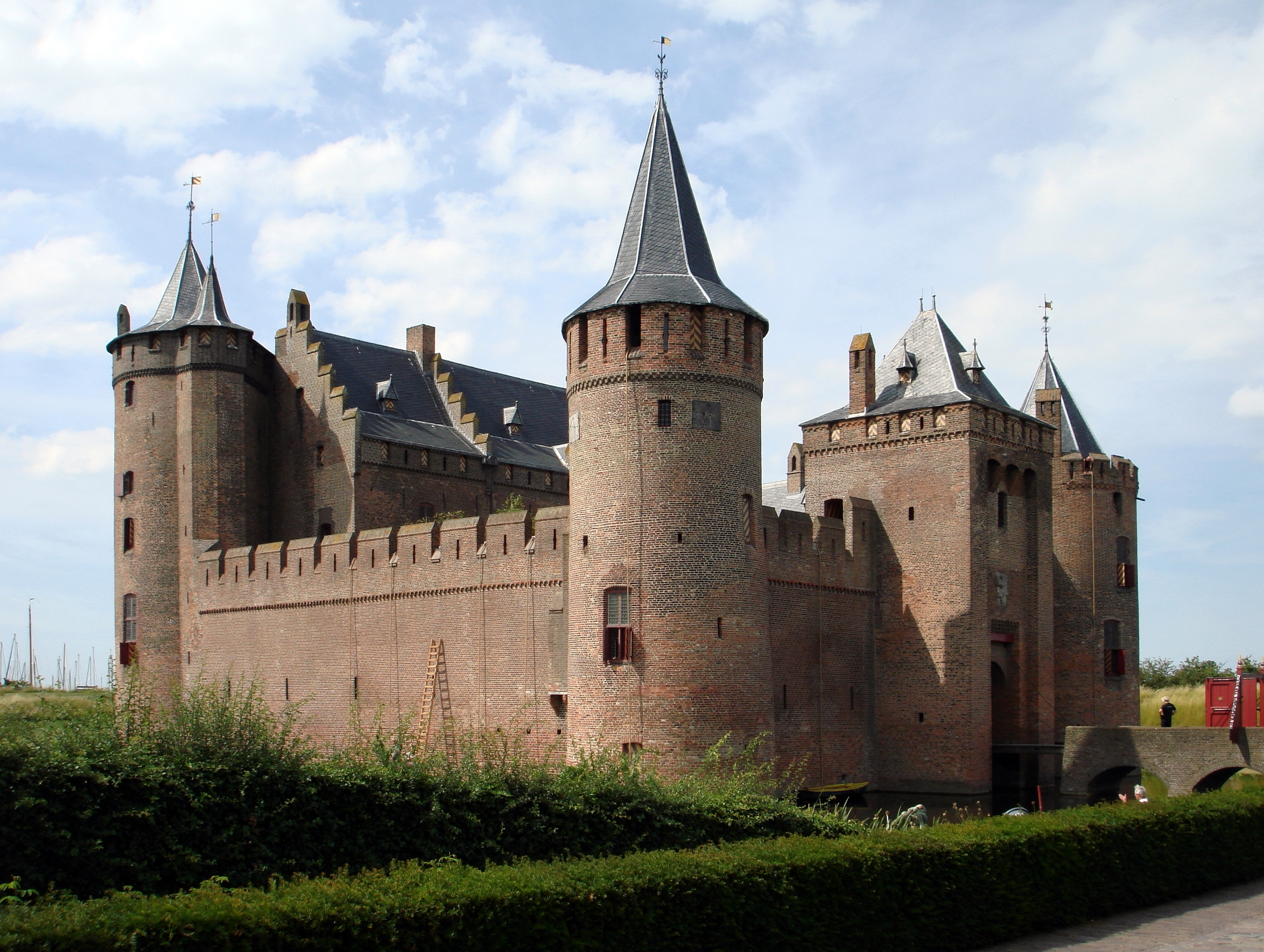
El castell Muiderslot
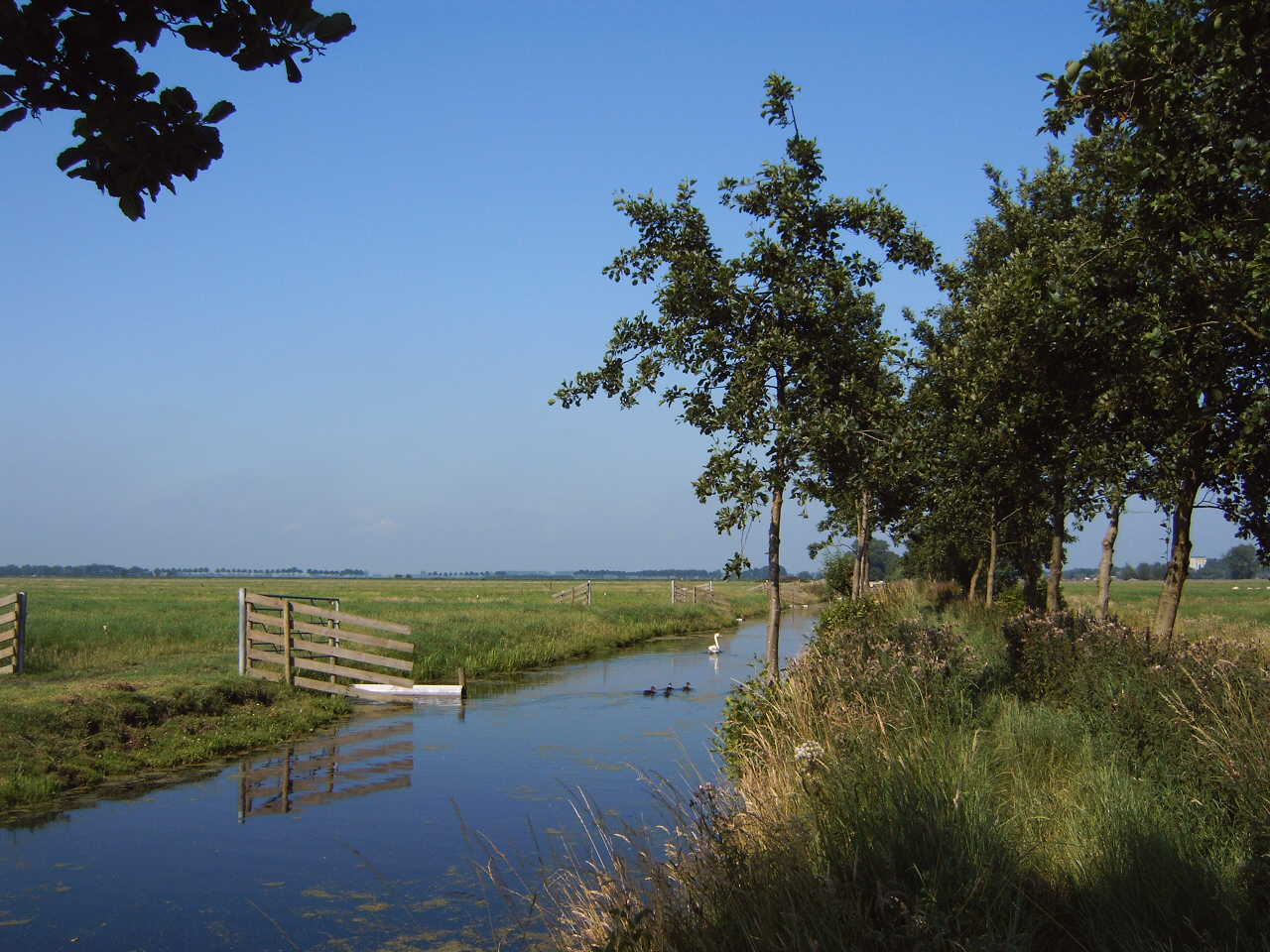
El tram dit Tiendweg (camí del delme) a l'oest d'Oudewater
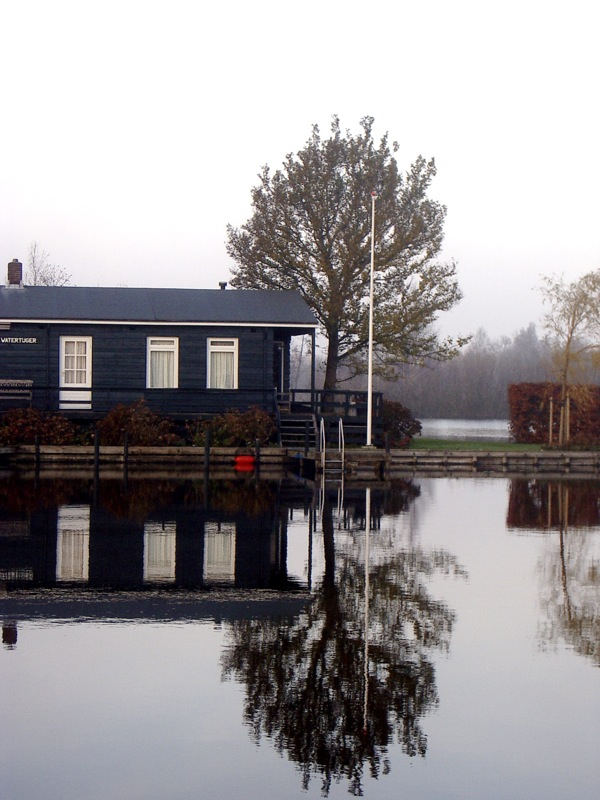
El llac Loosdrechtse Plassen
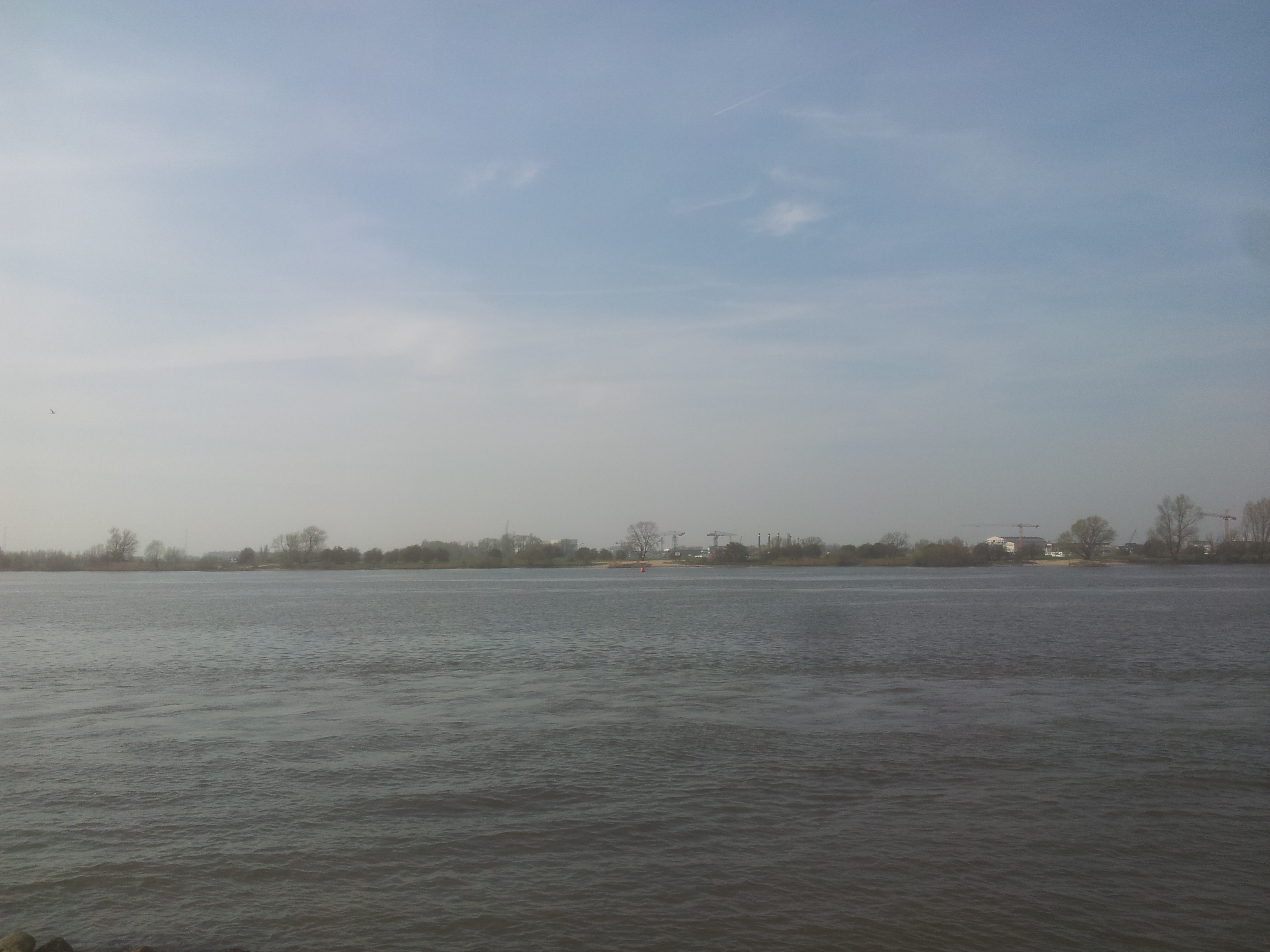
Nieuwe Merwede